# Sōgakai
Die Sōgakai (jap. 一般社団法人創画会, Ippan Shadan Hōjin Sōgakai) ist eine japanische Künstlervereinigung, die sich der Nihonga-Malerei widmet. Sie organisiert offene Kunstausstellungen (創画展, Sōgaten), Studien- und Fortbildungsveranstaltungen sowie Kurse und versteht sich als Forum für eigenständige, innovative Ausdrucksformen innerhalb der Nihonga. Seit 2012 ist sie als allgemeine juristische Person (一般社団法人) registriert.

## Geschichte
Die Vorgängerorganisation Sōzō Bijutsu (創造美術) wurde am 26. Januar 1948 gegründet – mit der  Zielsetzung, „auf Universalität basierende japanische Malerei zu schaffen.“ Gründungsmitglieder kamen hauptsächlich aus dem Umfeld der Nitten- und Inten-Ausstellungen: aus Tōkyō die sechs Künstler Yamamoto Kyūjin, Fukuda Toyoshirō, Yoshioka Kenji, Hashimoto Meiji, Katō Eizō und Takahashi Shūsō sowie aus Kyōto die Gruppe um Uemura Shōkō, Akino Fuku, Okumura Kōichi, Sawa Kōjin, Mukai Hisashi, Kikuchi Takashi und Hirota Tatsu. 1951 fusionierte Sōzō Bijutsu mit der Shinseisakuha Kyōkai (新制作派協会); die Nihonga-Sektion firmierte fortan als Shinseisaku Nihonga-bu (新制作日本画部).
Im Mai 1974 gründeten die damals 37 Mitglieder der Nihonga-Sektion die Sōgakai als eigenständige Vereinigung. Zu den Besonderheiten der frühen Phase zählt, dass die beiden Sōzō-Bijutsu-Gründungsmitglieder Hashimoto Meiji und Katō Eizō bereits 1951 aus dem Verband ausschieden und zur Nitten zurückkehrten.
1977 erschien anlässlich der 4. Sōga-Ausstellung das Jubiläumsbuch „30 Jahre Sōgakai“. Im November desselben Jahres veranstaltete das Kunstmuseum Kyōto die Sonderausstellung „30 Jahre Sōzō Bijutsu – Shinseisaku – Sōga“. Im Januar 1978 folgte im Tokyo Central Museum of Art die Ausstellung „30 Jahre Sōgakai“.
Seit Juni 2012 ist die Sōgakai als Ippan Shadan Hōjin (allgemeine juristische Person) eingetragen.
1997 fand anlässlich des 50-jährigen Bestehens die „Sōgakai 50-Jahre-Gedächtnisausstellung“ in Kooperation mit der Zeitung Mainichi Shimbun und anderen Partnern statt. 2007 wurde zum 60-jährigen Bestehen die „Sōgakai 60-Jahre-Ausstellung“ in verschiedenen Städten Japans gezeigt. 2017 feierte die Sōgakai ihr 70-jähriges Bestehen mit einer großen „70-Jahre-Sōgakai-Ausstellung“, die in mehreren Museen stattfand, darunter das Iida City Museum of Art, das Fukui Prefectural Museum of Art, das Tonami City Museum, das Matsuzakaya Museum of Art sowie das Hamamatsu City Akino Fuku Museum of Art.
Die Sōgakai zählt gegenwärtig 57 ordentliche Mitglieder.

## Struktur und Aufgaben
Die Sōgakai fördert die Weiterentwicklung der Nihonga-Malerei durch:
- halbjährliche, offene Ausstellungen (Frühjahr/Herbst),
- Studientreffen, öffentliche Vorträge und Kurse,
- Netzwerke zwischen etablierten Künstlerinnen/Künstlern und dem Nachwuchs.

## Sōgaten (創画展)
Die 1. Sōgaten fand im September 1948 statt. Bis heute organisiert die Vereinigung zwei offene Ausstellungen pro Jahr (Frühjahr und Herbst). Die Sōgaten gilt – neben den Inten- und Nitten-Ausstellungen – als eine der maßgeblichen öffentlichen Foren für Nihonga in Japan.